# Sophie Collins
Sophie Collins (n. 1989) es una poetisa, traductora y editora británica.

## Biografía
Sophie Collins creció en Bergen, Países Bajos y actualmente (2021) reside en Glasgow. Entre sus obras se encuentran Who Is Mary Sue? (Faber, 2018) y Small white monkeys (Book Works, 2017).  El poemario Who Is Mary Sue? , publicado en febrero de 2018, fue la elección de obra para la primavera de aquél año por la Poetry Book Society; Small white monkeys, es un texto de expresión íntima elaborado durante su estancia en la Glasgow Women’s Library.
Collins es la editora de Currently & Emotion (Test Centre, 2016), una antología de traducciones de poesía contemporánea de la que se está preparando una segunda parte, Intimacy, y también fue coeditora de la revista digital, Tender. En 2014 recibió el Eric Gregory Award, un premio que otorga la Sociedad de Autores británica a un poeta menor de treinta años, y en 2019 ganó el Michael Murphy Memorial Prize. Su poesía se caracterizan por un estilo que difumina la separación tradicional entre la poesía lírica y la conceptualista.
Collins fue elegida miembro de la Royal Society of Literature en 2018 y es profesora en la Universidad de Glasgow. Ha traducido del neerlandés al inglés The Following Scan Will Last Five Minutes (Pavilion, 2019), de Lieke Marsman, De volgende scan duurt 5 minuten, donde, en diez poemas y un ensayo, la autora hace una reflexión sobre el cáncer que padeció.